# Otto Spinzig
Otto Spinzig (* 17. Mai 1873 in Nettlingen; † 1957 in Milzhausen bei Augsburg) war ein deutscher Bergbeamter, Montanindustrieller und Parlamentarier.

## Leben
Otto Spinzig studierte Rechts-, Staats- und Naturwissenschaften an der Rheinischen Friedrich-Wilhelms-Universität Bonn und Montanwissenschaften an der Bergakademie Clausthal. 1895 wurde er Mitglied des Corps Guestphalia Bonn. Nach dem Studium wurde er Berginspektor in Lautenthal und Bergassessor und Bergrat in Clausthal. Er war Bergwerksbesitzer und Bevollmächtigter für deutsche Bergbauunternehmen im Ausland. Auf seine Initiative gründete der deutsche Großindustrielle Fritz von Friedlaender-Fuld am 21. Januar 1913 eine Aktiengesellschaft zum Betrieb einer Kupfergrube im norwegischen Bjørkåsen. Spinzig machte einige Erfindungen zur Gewinnung und Verarbeitung von Metallerzen.
Seit einer Nachwahl am 6. April 1909 bis zu seinem Ausscheiden am 2. Juli 1916 saß Spinzig als Abgeordneter des Wahlkreises Hildesheim 4 (Zellerfeld, Ilfeld) im Preußischen Abgeordnetenhaus. Er gehörte der Fraktion der Freikonservativen Partei an. Des Weiteren war er Bürgervorsteher in Clausthal.
Ab 1937 lebte Spinzig in Karlsbad und war bis 1945 als Bergbauunternehmer im Sudetenland tätig.

## Patentschriften
- Rabble (US 1188020 A), 1913
- Heb- und senkbarer Einfuelltrichter fuer sperriges Gut (DE 564454 C), 1930